# Panchlora nivea
Blatte cubaine, Blatte banane verte
Espèce
Synonymes
- Blatta alba Strøm, 1783[1]
- Blatta chlorotica Pallas, 1772
- Blatta hyalina Stoll 1813
- Blatta nivea Linnaeus 1758
- Blatta virescens Thunberg 1826
- Ischnoptera lucida Walker, F., 1868
- Panchlora cubensis Saussure 1862
- Panchlora hyalina (Stoll, 1813)
- Panchlora luteola Saussure 1864
- Panchlora poeyi Saussure 1862
- Pycnosceloides aporus Hebard, 1919

Panchlora nivea, la Blatte cubaine ou Blatte banane verte, est une espèce de petites blattes vivant à Cuba et dans les Caraïbes, le long de la côte du golfe du Mexique de la Floride jusqu'au Texas, aussi loin vers le nord que Summerville, en Caroline du Sud. On la trouve dans les climats subtropicaux ou tropicaux.
Les femelles peuvent atteindre 24 mm de long et les mâles seulement de 12 à 15 mm. Les adultes sont ailés et de couleur vert pâle à vert jaunâtre, avec une ligne jaune sur les côtés. Ils volent bien. Les nymphes sont brunes ou noires et sont fouisseuses.
C'est généralement une espèce d'extérieur, qu'on trouve rarement à l'intérieur, et elle n'est donc pas considérée comme nuisible. Les adultes sont souvent trouvés dans les arbustes, les arbres et les plantes. Les jeunes peuvent être trouvés sous les bûches et autres débris. C'est principalement une espèce nocturne, souvent attirée par les lumières intérieures et extérieures.
C'est souvent un cafard de compagnie, populaire en raison de sa couleur verte relativement agréable et parce qu'il ne s'agit pas d'une espèce d'intérieur envahissante. Il est également utilisé comme nourriture pour d'autres animaux de compagnie.
Son oothèque (boîte à œufs) est courbée, longue de 3-4 mm, avec des indentations qui montrent où se trouvent les œufs. Une étude a révélé qu'elle contenaient de 28 à 60 œufs (46 en moyenne). La femelle n'expulse pas l'oothèque mais la garde en elle jusqu'à l'éclosion des œufs. À 24°C, les œufs éclosent au bout de 48 jours environ, après quoi les nymphes mâles mûrissent en 144 jours et les nymphes femelles en 181 jours environ.